# Obsessed (Olivia Rodrigo)
Obsessed è un singolo della cantante statunitense Olivia Rodrigo, pubblicato il 22 marzo 2024 come quarto estratto dal secondo album in studio Guts.

## Descrizione
Obsessed è stata scritta dalla stessa cantante insieme a Annie Clark e Daniel Nigro, ed è stata prodotta da quest'ultimo.
Inizialmente la traccia era stata resa disponibile, insieme ad altre tre canzoni, in esclusiva per le varie edizioni del vinile dell'album. Delle quattro è stata l'unica ad essere inserita nella scaletta del Guts World Tour, per poi essere estratta come singolo.

## Video musicale
Il video musicale, diretto da Mitch Ryan, vede la partecipazione dell'attrice statunitense Talia Ryder ed è stato reso disponibile in contemporanea con la pubblicazione del singolo attraverso il canale YouTube della cantante.

## Tracce
Testi e musiche di Olivia Rodrigo, Daniel Nigro e Annie Clark.
1. Obsessed – 2:50

## Classifiche
| Classifica (2024) | Posizione massima |
| ----------------- | ----------------- |
| Australia         | 16                |
| Canada            | 20                |
| Grecia            | 43                |
| Irlanda           | 12                |
| Nuova Zelanda     | 26                |
| Paesi Bassi       | 73                |
| Polonia           | 92                |
| Portogallo        | 54                |
| Regno Unito       | 10                |
| Stati Uniti       | 14                |
| Svezia            | 59                |